# ティレル・001
ティレル・001 (Tyrrell 001) は、ティレルが1970年のF1世界選手権参戦用に開発したF1マシン。チームが開発した初のオリジナルマシンであった。設計はデレック・ガードナー。001は5戦に参戦、4戦でリタイアし、1戦で2位に入賞した。

## レース戦績

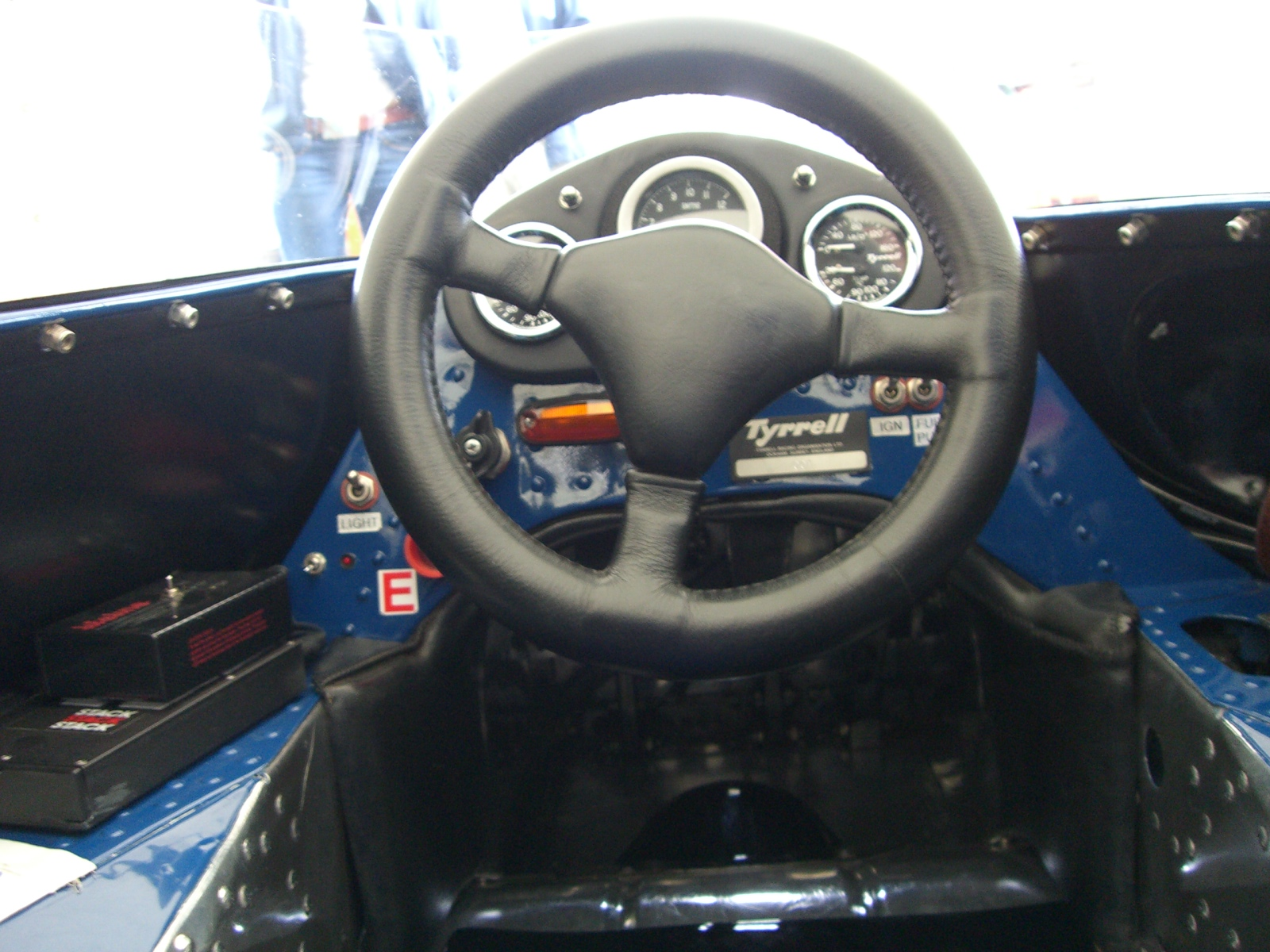
ティレル・001のコックピット

チームオーナーのケン・ティレルは1970年シーズンに使用したマーチ・701に失望しオリジナルシャシーの製作を決心した。彼はデレック・ガードナーをデザイナーとして採用し、自宅で秘密裏に設計を行わせた。計画は「スペシャル・プロジェクト」の頭文字を取って「SP」と呼ばれ、ティレルは22,000ポンド以上の自己資金を費やした。完成したマシンはオウルトン・パークで行われたノンタイトル戦でデビューしたが、リタイアとなった、第11戦のカナダグランプリでジャッキー・スチュワートいきなりポールポジションを獲得したが、アクセルの故障でリタイアした。アメリカグランプリでは再びレースをリードしたものの、オイル漏れでリタイアとなった。メキシコグランプリは200,000人の大観衆をコントロールするのが困難となり、レースがほぼキャンセル寸前となったため開始が遅れた。観衆はガードレールの前に押しかけ、コース際に座り、コースを走って横切ったりした。スチュワートと、地元のヒーローのペドロ・ロドリゲスが熱心に訴えたが、観衆は依然として混乱の状態にあった。レースが始まり、スチュワートは犬を轢いたためサスペンションを破損、リタイアとなった。

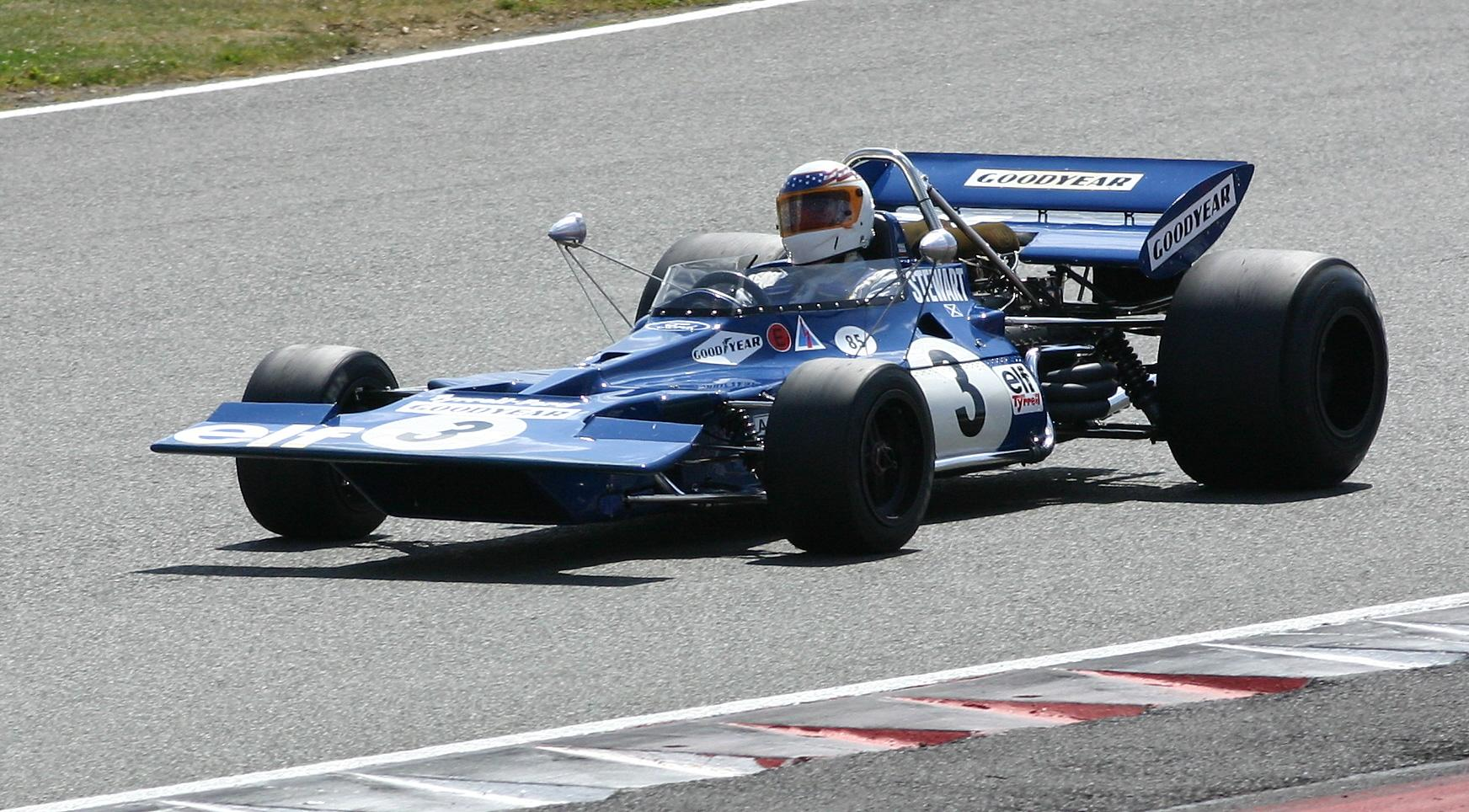
ティレル・001、2008年のシルバーストン・クラシックで

1971年シーズン開幕戦の南アフリカグランプリでスチュワートはポールポジションを獲得したが、フェラーリのマリオ・アンドレッティに敗れ2位となった。スチュワートはこのシーズンの残りを001に変えて003を使用した。シーズン最終戦のアメリカグランプリでピーター・レブソンが001をドライブしたが、クラッチトラブルでリタイアに終わった。

## F1における全成績
(key) （太字はポールポジション）
| 年     | チーム                                  | エンジン                | タイヤ | ドライバー               | 1   | 2   | 3   | 4   | 5   | 6   | 7   | 8   | 9   | 10  | 11  | 12  | 13  | ポイント | 順位 |
| ------ | --------------------------------------- | ----------------------- | ------ | ------------------------ | --- | --- | --- | --- | --- | --- | --- | --- | --- | --- | --- | --- | --- | -------- | ---- |
| 1970年 | ティレル レーシング・オーガニゼーション | フォード コスワース DFV | G      |                          | RSA | ESP | MON | BEL | NED | FRA | GBR | GER | AUT | ITA | CAN | USA | MEX | 0        | NC   |
| 1970年 | ティレル レーシング・オーガニゼーション | フォード コスワース DFV | G      | ジャッキー・スチュワート |     |     |     |     |     |     |     |     |     |     | Ret | Ret | Ret | 0        | NC   |
| 1971年 | エルフ・チーム ティレル                 | フォード コスワース DFV | G      |                          | RSA | ESP | MON | NED | FRA | GBR | GER | AUT | ITA | CAN | USA |     |     | 73†      | 1    |
| 1971年 | エルフ・チーム ティレル                 | フォード コスワース DFV | G      | ジャッキー・スチュワート | 2   |     |     |     |     |     |     |     |     |     |     |     |     | 73†      | 1    |
| 1971年 | エルフ・チーム ティレル                 | フォード コスワース DFV | G      | ピーター・レブソン       |     |     |     |     |     |     |     |     |     |     | Ret |     |     | 73†      | 1    |

† ティレル・001が獲得したのは6ポイント。残り67ポイントはティレル・002およびティレル・003によるポイント。